# B面人生
是一部於2018年上映的波蘭劇情片，由瑪寇札塔·叔莫斯卡執導。入選第68屆柏林影展主競賽片，並獲得評審團大獎銀熊獎。

## 演員
- Mateusz Kościukiewicz
- Agnieszka Podsiadlik
- Malgorzata Gorol
- Roman Gancarczyk

## 外部連結
- 開眼電影網上《B面人生》的資料（繁體中文）
- 豆瓣电影上《B面人生》的資料 （简体中文）
- 互联网电影数据库（IMDb）上《B面人生》的资料（英文）